# Bulbophyllum saurocephalum
Bulbophyllum saurocephalum är en orkidéart som beskrevs av Heinrich Gustav Reichenbach. Bulbophyllum saurocephalum ingår i släktet Bulbophyllum och familjen orkidéer. Inga underarter finns listade i Catalogue of Life.